# Colin Egglesfield
Colin Egglesfield, född 9 februari 1973, är en amerikansk skådespelare.
Han har medverkat i flera filmer och varit modell. Han har bland annat varit med i filmen Something Borrowed där han spelade rollen som Dex Thaler.